# شارلوت‌تاون
شارلوت تاون (در انگلیسی: Charlottetown) مرکز استان جزیره پرنس ادوارد درکانادا است.